# D'Huison-Longueville
D'Huison-Longueville är en kommun i departementet Essonne i regionen Île-de-France i norra Frankrike. Kommunen ligger i kantonen La Ferté-Alais som tillhör arrondissementet Étampes. År 2022 hade D'Huison-Longueville 1 532 invånare.

## Befolkningsutveckling
Antalet invånare i kommunen D'Huison-Longueville
| Referens: INSEE |